# Kuszholia
Kuszholia (Кусжолія, від казахського "Кус Жоли" — Чумацький шлях) — викопний птах або динозавр (можливо з групи целурозаврів), близький до птахів. Скам'янілості знайдені в пустелі Кизилкум в Узбекистані. Датується віком 87 —88 млн років.
Рід містить один вид — K. mengi і був зведений до окремої родини Kuszholiidae. Відомий лише з опису декількох невеликих хребців.